# Pieter van der Aa
Pieter van der Aa (Leiden, 1659-Leiden, agosto de 1733) fue un librero, editor y geógrafo neerlandés

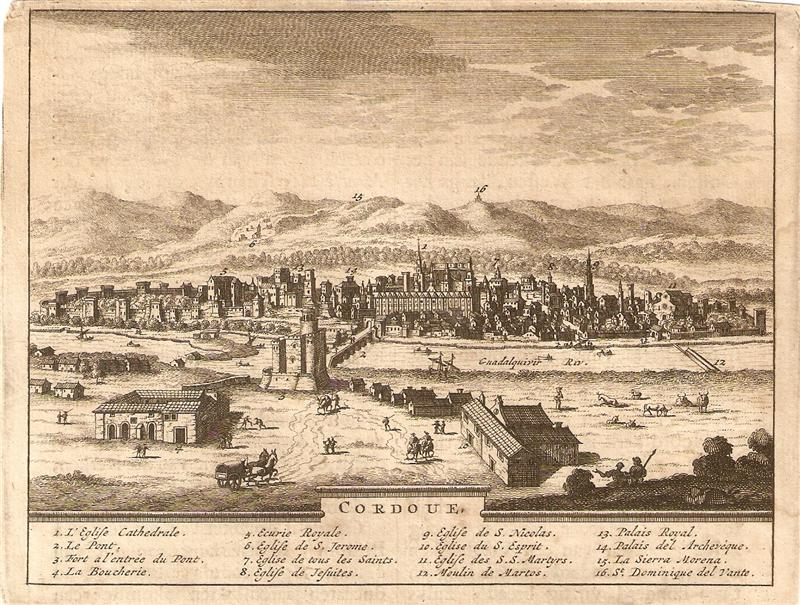
Les délices de l'Espagne et du Portugal, 1715. Córdoba.

## Biografía y trabajos
Pieter van der Aa publicó una extensa Colección de los viajes más memorables en las Indias Orientales y Occidentales, que consta de 28 volúmenes y de un atlas con 200 mapas.

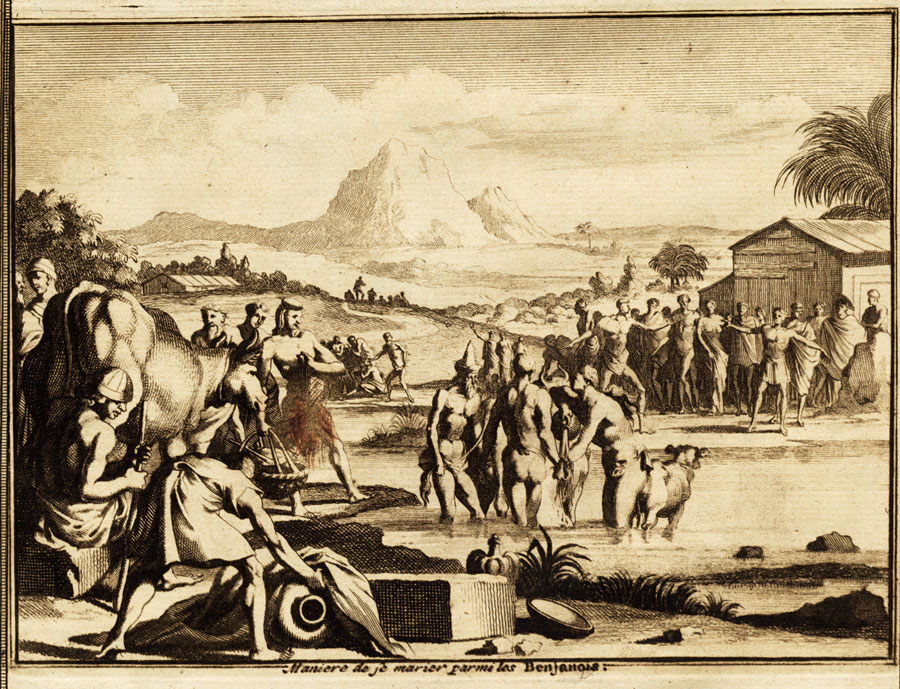
Galerie Agréable du Monde.

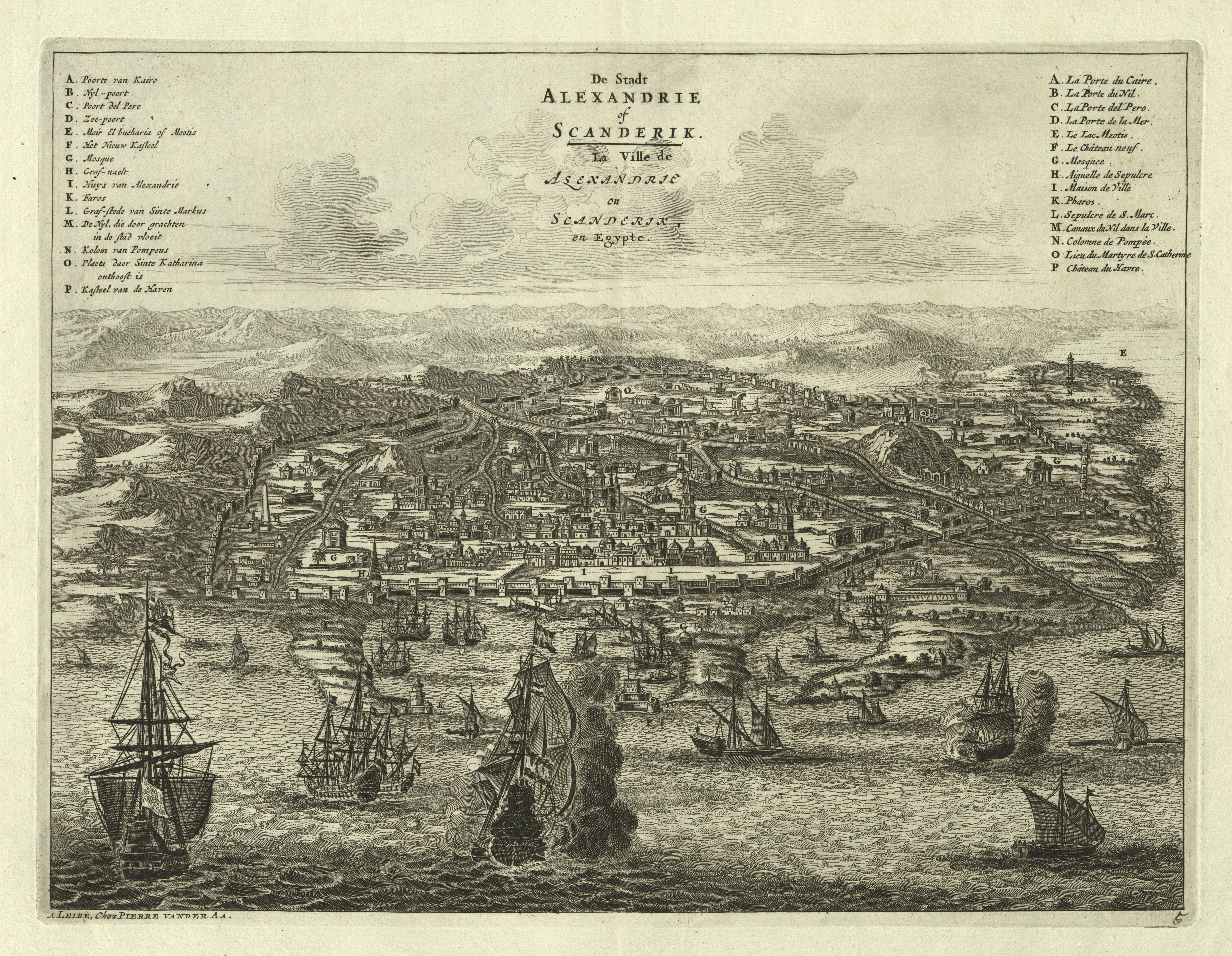
La Ville de Alexandrie, 1720

Aparece también como editor de la obra titulada Les délices de l'Espagne et du Portugal, sobre la vida y las costumbres españolas y portuguesas, así como descripciones de monumentos y obras artísticas, publicada en neerlandés, y en la ciudad de Leiden en 1707. Ese mismo año apareció la edición francesa de esa obra, que volvería a editarse, también en francés, en 1715 y en 1741; pero en todas las versiones en francés, aparece como autor Juan Álvarez de Colmenar, tal vez el pseudónimo del verdadero autor, quizá de origen francés. Esta obra está ilustrada con "figuras en talla dulce dibujadas en los mismos lugares por Juan Álvarez de Colmenar".

## Atlas publicados
- Nouvel Atlas

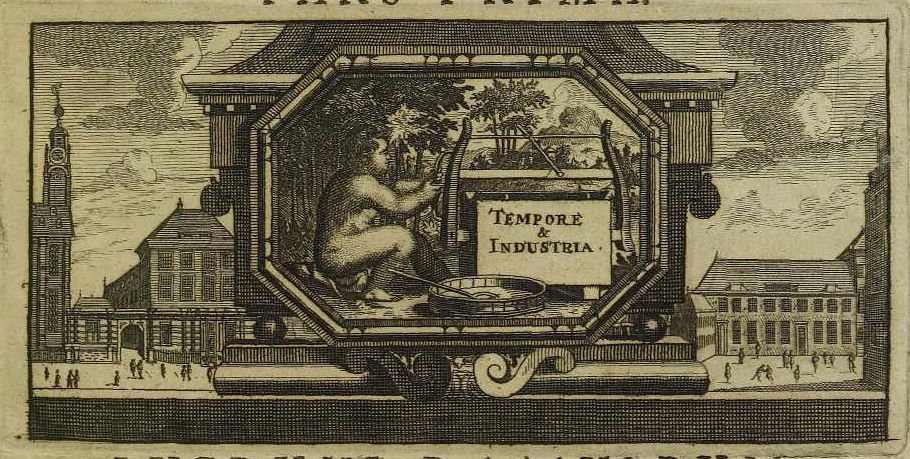
Marca de Pieter van der Aa

- y sesenta y seis vols. Galerie Agréable du Monde [Leiden, 1728],[2] solo 100 copias se imprimieron.
- Van der Aa, Pieter - F. Draakx schipvaart door de straat en Zuyd Zee gedaan om de gantsen aardkloot. - Leiden, Van der Aa 1706-08 [16 x 23,2 cm]
- Van der Aa, Pieter - Zee-togten door Thomas Candys na de West Indien, en van daar rondom den gantzen aardkloot gedaan.
- Van der Aa, Pieter - *T Noorder deel van Amerika. Door C.Kolumbus in zyn.. Leiden, Van der Aa 1706-08 [16 x 23,6 cm]
- Van der AA, Pieter - Amerika of de Nieuwe Weereld Aller eerst Door C. Kolumbus; Leiden, 1705
- Van der Aa, Piter -  Niew(Nieuw) Engeland in twee Scheeptogten door..John Smith.. Leiden, 1705
- Vander Aa, Pieter -  De voor Eylanden van America.. Florida, New Mexico,... Leiden, 1705
- Van der Aa, Pieter,  T Vaste Land van Darien ten Zuiden Cuba en Hispaniola Gelege - Leiden, 1705
- Van der Aa, Pieter -  Cuba en Jamaica, soo als die door Kolombus.. Leiden, 1705
- Van der Aa, Pieter -  Reys togt door Thomas Coryat van Jerusalem; Leiden, 1705
- Van der Aa, Pieter -  De zee en land-reysen vandenridder Hendrik Blunt.; Leiden, 1705
- Van der Aa, Pieter -  Melite Insula vulgo Malta; Leiden, 1712
- Van der Aa, Pieter -  Valetta Civitas Nova Maltae olim Millitae; Leiden, 1712
- The plates in the Leiden University Catalogus librorum of 1716 in Quaerendo, 22, 1992, p. 271-284, ill.

## Honores

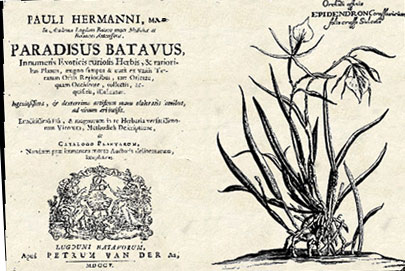
Paradisus-Batavus, 1698.

### Eponimia
- (Orchidaceae) Aa Rchb.f.[3]